# 罗德尼·比福德
羅德尼·艾倫·比福德（英語：Rodney Alan Buford，1977年11月2日—），生於美國威斯康辛州密爾瓦基，美國職業籃球運動員，司職得分後衛，為前NBA球員，他在1999年的NBA選秀中第2輪第53順位被邁阿密熱火選中。

## 籃球生涯
比福德生於美國威斯康辛州密爾瓦基，在1999年的NBA選秀中第2輪第53順位被邁阿密熱火選中，先後効力邁阿密熱火、費城76人、孟菲斯灰熊和薩克拉門托帝王等，與艾佛遜及韋伯等球星合作，更試過被指派防守米高佐敦，2010年7月18日，比福德應福建邀請來港參與金至尊盃超級聯賽2010，最終協助福建奪取冠軍，而他更榮獲最有價值球員，於2011年7月再次回到福建出戰第二屆金至尊盃超級聯賽。